# سکس مجازی
سکس مجازی یا سکس از راه دور به آمیزش جنسی گفته می‌شود که در آن دو یا بیش از دو تن با به‌کارگیری یکی از ابزارهای ارتباطی همچون اینترنت یا پیامک به تحریک جنسی یکدیگر بپردازند. در اینجا دور بودن دو شخص اهمیت دارد و نه وسیله ارتباطی.
- تحریک دیجیتالی از راه دور به معنای به‌کارگیری نیروی مستقیم، چیپ‌های زیستی یا ابزارهای سایبرنتیک دیگر برای برانگیختن جنسی یک مرد یا زن از راه دور است.
- سکس تصویری به معنای به‌کارگیری وب‌کم برای انجام کارهای تحریک‌آمیز برای شریک جنسی و در نتیجه ارضای یکدیگر از راه دور است.
- سکس سایبری به معنای هرگونه رابطه جنسی از راه اینترنت است که شامل آی‌آرسی، ایمیل، پیام‌رسانی فوری، اتاق گفتگو، وب‌بین و بازی نقش‌آفرینی است.
- سکس تلفنی به معنای تحریک جنسی فرد مقابل از راه تلفن با استفاده از جملات تحریک‌آمیز است.[۱]
- پیامک جنسی به برقراری رابطه جنسی مجازی از راه فرستادن پیام با تلفن همراه است. با آمدن تلفن‌های هوشمند دارای دوربین دیجیتال این گونه از سکس وارد مرحله نوینی شد.

افزایش سطح دسترسی به اینترنت با پهنای باند زیاد و فراگیری وب‌بین سبب رواج هرچه بیش‌تر سکس مجازی شده‌است. ردوبدل کردن تصویر و نگاره‌های سکسی در سکس مجازی به وفور صورت می‌گیرد. شرکت‌های پولی در اینترنت فعال هستند که به کاربر اجازه می‌دهد از سکس خود به صورت زنده با وب‌کم فیلم بگیرد یا به تماشای سکس دیگران بنشیند. ابزارهایی ارائه شده‌اند که حتی قادرند از راه دور فرد را تحریک جسمی‌کنند.

## رضایت طرفین
مهم‌ترین نکته‌ای که در رابطه با سکس مجازی بایستی بدان توجه شود این است که هر دو طرف درگیر در رابطه می‌بایست نسبت به درگیر بودن در رابطه آگاه بوده و مثلاً با میل خود تصویر برهنه خود را با دیگری به اشتراک گذارند. فلسفه اخلاقی این گونه روابط مجازی برای جوانان از اهمیت ویژه برخوردار است؛ چراکه درستی یا نادرستی این کار بستگی مستقیم به این نکته دارد که آیا فرد از این که تصویرش به اشتراک گذاشته شود آگاه و رضایتمند هست یا نیست. تا تاریخ ۲۰۱۵ برای افراد زیر ۱۸ سال (زیر سن قانونی) درگیری در یک رابطه جنسی مجازی به هر نحو ممنوع است؛ چراکه به‌طور مثال تصویر برهنه افراد زیر ۱۸ سال گونه‌ای پورنوگرافی کودکان به حساب می‌آید.